# NGC 5787
NGC 5787 (również PGC 53339 lub UGC 9599) – galaktyka spiralna (S?), znajdująca się w gwiazdozbiorze Wolarza. Odkrył ją William Herschel 9 kwietnia 1787 roku. Jest to galaktyka z aktywnym jądrem typu LINER.